# Неделя моды в Лондоне
Неделя моды в Лондоне — одна из четырёх мировых недель высокой моды (Париж, Милан, Нью-Йорк), проходящая дважды в год (в феврале и сентябре). Организатором Лондонской недели моды является Британский совет моды и Департамент бизнеса. Основное место проведения — Сомерсет-хаус. В показах принимают участие более 200 британских дизайнеров. С 2010 года у участников Лондонской недели моды появилась возможность представлять свои коллекции онлайн. Модельеры могут подать заявку на участие как в общей выставке, так и в специальных разделах: Estethica — для дизайнеров одежды из экоматериалов, New Generation — для начинающих модельеров. Окончательное решение по составу участников принимает организатор мероприятия — British Fashion Council — организация, занимающаяся продвижением британской моды на мировом рынке.
Лондонская неделя моды признается самой демократичной из Большой четверки. Здесь на равных представлены молодые и именитые дизайнеры, цены на новинки из коллекций начинаются от 10 фунтов стерлингов. Несмотря на относительную доступность, посещение Лондонской недели моды ограничено. Мероприятие закрытое, посетить его можно лишь при наличии официального приглашения, которое высылается после регистрации на сайте и подачи заявки на показ конкретного модельера.
Неделю моды в Лондоне регулярно посещают известные личности, такие как Кристен Стюарт, Пиппа Миддлтон, Кейт Мосс, Памела Адерсон, Шерил Коул, Меган Фокс, Виктория Бэкхем и Леди Гага.

## Показы
Лондонская неделя моды проходит дважды в год, первая сессия — февральская — по традиции открывалась показом Harris Reed (англ. Harris Reed). 
На 68 подиумных показах и 37 презентациях представляются около двухсот британских и международных дизайнеров. Традиционно на Лондонской неделе моды свои коллекции показывают начинающие дизайнеры. Кроме Сомерсет-хаус шоу проходят на главной улице города — Oxford Street (свои шоу и презентации устраивают демократичные британские бренды Benneton, New Look и Topshop).

### 2023
Шоу началось с речи Флоренс Пью о том, как вещи помогают стать увереннее и выразить себя в мире, где тебя всегда кто-нибудь осуждает. Коллекция была представлена 10ю гротескными кутюрными образами в двух цветах: черный и золотистый. Через день после показа Флоренс Пью вышла в платье Харрис Рид на красную дорожку премии BAFTA, поддержав и поприветствовав дизайнера как нового креативного директора модного дома Nina Ricci. Это платье стало своего рода анонсом будущей первой коллекции Рид в качестве директора Нина Риччи, дебютный показ самой коллекции запланирован на Неделю моды в Париже. 
Также эта неделя моды была негласно посвящена трауру по Вивьен Вествуд, скончавшейся в декабре 2022 года. Анна Винтур, Хелена Бонем Картер, Виктория Бекхэм, Марк Джейкобс и другие гости присутствовали на открытии показов в архивных вещах Vivienne Westwood, отдав дань уважения дизайнеру, и ее вкладу в индустрию. 
Кроме этого на открытии февральской Лондонской недели моды прошла акция, посвященная памяти жертвам пожара 2017 года в лондонской высотке Гренфелл-тауэр (англ. Grenfell Tower). Модели вышли на подиум вместе с людьми, уцелевшими при пожаре в майках с надписью «72 погибших и по-прежнему никто не арестован? Как такое возможно?». Дизайн футболок был разработан членами местной инициативной группы как напоминание, что кампания с требованием найти виновных продолжается.

### 2024
20 февраля завершилась Лондонская неделя моды, на которой дизайнеры, базирующиеся в Великобритании, выдвинули свои предположения относительно того, как нужно будет одеваться в предстоящем сезоне «Осень-Зима 2024 года». 

## Коллекции
Свои коллекции в Сомерсет-хаус представляют около 250 дизайнеров. Среди них:
- Vivienne Westwood
- Burberry[11]
- Giles
- Christopher Kane
- Mulberry
- Paul Smith
- House of Holland
- Isabel Garcia[12]
- Luella
- Twenty8Twelve
- Victoria Beckham

### Мужские коллекции
В июне 2012 года впервые были представлены коллекции London Collections: Men, в дополнение к коллекциям, показанным весной/летом и осенью/зимой. С момента первых показов в 2012 году наполнение секции выросло на 67% и уже в июне 2015 года включала 77 дизайнеров. Название London Collections: Men было изменено с сезона осень—зима 2017 на London Fashion Week Men's, чтобы лучше отразить интерес к мужской моде, представленной на мероприятии. Мужская секция была представлена такими дизайнерами, как Aitor Throup (англ. Aitor Throup), Андреас Кронталер (англ. Andreas Kronthaler (fashion designer)), Бобби Эйбли, Чарльз Джеффри (англ. Charles Jeffrey (fashion designer)), Кристофер Кейн, Коттвейлер, Крейг Грин (англ. Craig Green (designer)), Грейс Уэйлс Боннер (англ. Grace Wales Bonner), Лиам Ходжес, Оливер Спенсер, Пол Смит и Вивьен Вествуд.. 
Дилан Джонс, председатель и редактор британского GQ: «Лондон продолжает подтверждать свое место в качестве столицы мужской одежды, центра творчества, демонстрирующего самых лучших дизайнеров мировой индустрии. Особенность мужской секции Недели моды в Лондоне заключается не только в демонстрации международных известных брендов, но и в отменном пошиве одежды, а также в открытии новых талантов. Это сочетание делает Лондон одним из самых влиятельных городов моды в мире».

## Фестиваль
Каждый сезон после Лондонской недели моды проводится 4-дневный фестиваль London Fashion Week Festival (LFWF), ранее известный как London Fashion Weekend, который ориентирован на конечного потребителя, для которого высокая мода может быть не доступна в других форматах. Выставка LFWF, проходящая в магазине Studios по адресу 180 The Strand, позволяет потребителям приобрести авторскую подборку дизайнерских коллекций по эксклюзивным ценам, посидеть в первом ряду на показах дизайнеров Лондонской недели моды, получить представление о ключевых тенденциях предстоящего сезона и послушать выступления экспертов отрасли.

## Лондонская неделя моды и Россия
В сентябре 2011 года бренд Topshop в Москве в ТЦ «Европейский» провел прямую трансляцию и мастер-классы в рамках присоединения к Лондонской недели моды.

## Интересные факты
В 2011 году на Лондонскую неделю моды прилетели 5 тыс. посетителей, которые потратили не менее 33 миллионов долларов на гостиницы, транспорт и шопинг. 
Лондонская модная индустрия приносит в бюджет государства около 57 миллиардов долларов и помогает трудоустроиться 1,5 миллионам человек. 